# Jeremy Rowley
Jeremy Rowley (Nova Iorque, 12 de junho de 1978) é um ator, dublador e comediante americano. Conhecido por interpretar o desagradável porteiro Lewbert no sitcom da Nickelodeon, iCarly. Ele também  dublou o protagonista Bunsen na animação Bunsen Is a Beast, também da Nickelodeon.
Rowley é casado com Danielle Morrow, que também participou de iCarly como a psicopata Nora Dershlit nos episódios "iPsycho" e "iStill Psycho", e mais tarde no episódio de "#SuperPsycho", de Sam & Cat. Eles têm um filho juntos. 
Rowley é um membro do grupo de comédia de improvisação chamado "The Groundlings", sediado em Los Angeles, Califórnia.

## Filmografia

### Internet
- The Office Web Episode

### Televisão
| Filmes    | Filmes                            | Filmes                           | Filmes                                  |
| Ano       | Título                            | Papel                            | Notas                                   |
| --------- | --------------------------------- | -------------------------------- | --------------------------------------- |
| 2015      | Mike Tyson Mysteries              | Gregor                           | Episódio: "Kidnapped!"                  |
| 2012      | Desperate Housewives              | Nurse                            |                                         |
| 2011      | Modern Family                     | Broderick                        | Episódio: "Bixby's Back"                |
| 2010-2012 | The Jay Leno Show                 | Himself                          | 4 episódios                             |
| 2008      | Chocolate News                    | Larry                            |                                         |
| 2007-2012 | iCarly                            | Lewbert                          | 13 episódios                            |
| 2007-2008 | Reno 911!                         | Blind Drunk Guy / The Great Jeff |                                         |
| 2007      | Drake and Josh                    | Dance Manager                    | Episódio: "Dance Contest"               |
| 2006      | America's Next Top Model, Cycle 6 | Guest star                       | Episódio: "The Girl With Two Bad Takes" |
| 2006      | Lovespring International          | Tiffany's Ex-Boyfriend           | Episódio: "The Loser Club"              |
| 2005      | Out of Practice                   | Arthur                           |                                         |
| 2004      | Terry Tate: Office Linebacker     | Paul Merkin                      |                                         |
| 2003      | Curb Your Enthusiasm              | Fake Dating Profile Guy          |                                         |
| 2002-2003 | According to Jim                  | Raggedy Ann / Waiter #1          |                                         |
| 2000-2002 | All That                          | Rate the Pain victim             | 6 episódios                             |
| 2000      | The Amanda Show                   | Amanda's Fake Father / Customer  | 3 episódios                             |
| 2000      | Strip Mall                        | Health Department Supervisor     | Episódio: "Mommy Dearest"               |
| 1999      | Charmed                           | Treasure Hunter #2               | Episódio: That Old Black Magic          |

### Filmes
- Coyote Ugly (2000)
- Cougar Club (2007)
- Epic Movie (2007)

## Ligações Externas
- Jeremy Rowley. no IMDb.
- Jeremy Rowley no X